# Тексола (Оклахома)
Тексола (англ. Texola) — місто (англ. town) в США, в окрузі Бекгем штату Оклахома. Населення — 43 особи (2020).

## Географія
Тексола розташована за координатами 35°13′20″ пн. ш. 99°59′34″ зх. д. / 35.22222° пн. ш. 99.99278° зх. д. (35.222232, -99.992782).  За даними Бюро перепису населення США в 2010 році місто мало площу 1,62 км², уся площа — суходіл.

## Демографія
Згідно з переписом 2010 року, у місті мешкало 36 осіб у 16 домогосподарствах у складі 10 родин. Густота населення становила 22 особи/км².  Було 38 помешкань (24/км²).
Расовий склад населення:
| - 72,2 % — білих - 16,7 % — корінних американців |

До двох чи більше рас належало 11,1 %. Частка іспаномовних становила 0,0 % від усіх жителів.
За віковим діапазоном населення розподілялося таким чином: 13,9 % — особи молодші 18 років, 77,8 % — особи у віці 18—64 років, 8,3 % — особи у віці 65 років та старші. Медіана віку мешканця становила 48,0 року. На 100 осіб жіночої статі у місті припадало 111,8 чоловіків;  на 100 жінок у віці від 18 років та старших — 121,4 чоловіків також старших 18 років.
Цивільне працевлаштоване населення становило 35 осіб. Основні галузі зайнятості: публічна адміністрація — 57,1 %, роздрібна торгівля — 42,9 %.